# Streblocera meifengensis
Streblocera meifengensis är en stekelart som beskrevs av Chou 1990. Streblocera meifengensis ingår i släktet Streblocera och familjen bracksteklar. Inga underarter finns listade i Catalogue of Life.